# Gräberfeld von Söllingen
Das Gräberfeld von Söllingen ist ein archäologischer Fundplatz bei Söllingen in Niedersachsen. Das Gräberfeld aus der frühen Bronzezeit wurde im Jahr 2025 entdeckt und ausgegraben. 

## Beschreibung
Zum Gräberfeld gehören sechs Körpergräber der Aunjetitzer Kultur aus dem frühen 2. Jahrtausend v. Chr. Die Körper der Bestatteten, darunter Kinder, waren in einer seitlichen Hockerstellung in Nord-Süd-Ausrichtung mit Blickrichtung nach Osten abgelegt. Laut den Archäologen könnte die Blickausrichtung der aufgehenden Sonne gegolten haben und spiegelt vermutlich damalige Glaubens- und Jenseitsvorstellungen wider. Die Gräber sind mit Grabbeigaben in Form von Tongefäßen ausgestattet worden. Bei etwa drei Bestattungen sind Steinschutz und Steineinbauten vorhanden. Außerdem wurden in Gruben Schädelfragmente, ein Bein, untere Wirbelkörper sowie Zähne und Rippenknochen als sogenannte „zerrupfte“ Bestattungen abgelegt. Dieser Bestattungsritus sei laut den Archäologen selten, aber aus Grabungen im Umfeld der nahe gelegenen Hünenburg bei Watenstedt bekannt.

## Fundumfeld
Das Gräberfeld liegt im Ostbraunschweigischen Hügelland, das für Funde aus frühen Bronzezeit bekannt ist. Seine fruchtbaren Lössböden waren im Übergang vom 3. zum 2. Jahrtausend v. Chr. intensiv aufgesuchte Siedlungsräume der Glockenbecher und Aunjetitzer Kultur. Die Fundstelle liegt am westlichsten Rand des Verbreitungsgebiets der Aunjetitzer Kultur. Sie war eine der ersten Kulturen, die Bronze verarbeitete. Als bekanntester Fund aus dieser Zeit gilt die Himmelsscheibe von Nebra.

## Forschungsgeschichte
Entdeckt wurde das Gräberfeld im Jahr 2025 von Bauarbeitern bei Baggerarbeiten in einem Windpark auf einer Anhöhe südlich von Söllingen. Anschließend kam es zu einer Ausgrabung als Notbergung und Forschungsprojekt parallel zu den laufenden Bauarbeiten im Windpark. Die Grabung wurde unter Leitung des Archäologen Immo Heske von Studierenden der Universität Göttingen in Zusammenarbeit mit der Kreisarchäologie Helmstedt und dem Stützpunkt Braunschweig des Niedersächsischen Landesamtes für Denkmalpflege vorgenommen.
An den Gebeinen sind weitere Untersuchungen durch 14C-Datierungen und anthropologische Untersuchungen zum Alter und Geschlecht der Verstorbenen vorgesehen. Bei einem guten Erhaltungszustand des Knochenmaterials wird eine Bestimmung von verwandtschaftlichen Beziehungen unter den Bestatteten erwogen. Die Forschungsergebnisse sollen 2026 in der Schriftenreihe Archäologie in Niedersachsen vorgestellt werden.